# Propallene cyathus
Propallene cyathus är en havsspindelart som beskrevs av Staples, D.A. 1979. Propallene cyathus ingår i släktet Propallene och familjen Callipallenidae. Inga underarter finns listade i Catalogue of Life.